# Wspólnota administracyjna Mellingen
Wspólnota administracyjna Mellingen (niem. Verwaltungsgemeinschaft Mellingen) – wspólnota administracyjna w Niemczech, w kraju związkowym Turyngia, w powiecie Weimarer Land. Siedziba wspólnoty znajduje się w miejscowości Mellingen.
Wspólnota administracyjna zrzesza 17 gmin, w tym jedną gminę miejską (Stadt) oraz 16 gmin wiejskich: 
1. Buchfart
2. Döbritschen
3. Frankendorf
4. Großschwabhausen
5. Hammerstedt
6. Hetschburg
7. Kapellendorf
8. Kiliansroda
9. Kleinschwabhausen
10. Lehnstedt
11. Magdala
12. Mechelroda
13. Mellingen
14. Oettern
15. Umpferstedt
16. Vollersroda
17. Wiegendorf